# Peromyscus interparietalis
Peromyscus interparietalis és una espècie de mamífer rosegador de la família dels cricètids. Viu a diverses illes del nord del golf de Califòrnia (Mèxic). El seu hàbitat natural són els matollars desèrtics. Està amenaçat per la competència amb espècies introduïdes de rosegadors i la depredació per gats domèstics o ferals. El seu nom específic, interparietalis, significa ‘interparietal’ en llatí.